# Aram Boghossian
Aram Boghossian (Rio de Janeiro, 19 de novembro de 1929) é um nadador brasileiro, que participou de duas edições dos Jogos Olímpicos pelo Brasil.
Formado em engenharia, aos 60 anos voltou a nadar na categoria máster, e trabalha administrando os negócios da família.

## Carreira
Filho de armênios, começou a nadar aos seis anos, no Tijuca, onde também jogava basquetebol. No início da carreira não teve um bom desempenho e foi aconselhado a abandonar a modalidade; mas isso o incentivou a treinar ainda mais. Em uma decisão entre os técnicos de natação e basquete, ficou apenas com a natação.
Foi aos Jogos Olímpicos de Verão de 1948 em Londres. Nadou a primeira eliminatória dos 100 metros nado livre e se classificou para a semifinal mas, em função da distância que separava a piscina do alojamento, aguardou pela prova no local da competição e se alimentou de forma indevida, tendo uma indigestão que o tirou da prova. Também participou do revezamento 4x100 metros nado livre, junto com  Sérgio Rodrigues, Willy Otto Jordan e Rolf Kestener, terminando em oitavo lugar.
Bateu o recorde brasileiro dos 100 metros livre em 1948, e seu recorde só foi quebrado em 1956 por Haroldo Lara.
Nos Jogos Pan-Americanos de 1951 em Buenos Aires (o primeiro Pan da história), conquistou medalha de prata no revezamento 4x200 metros nado livre.
Foi aos Jogos Olímpicos de Verão de 1952 em Helsinque e participou nas provas dos 100 metros nado livre e do revezamento 4x200 metros nado livre, junto com Ricardo Capanema, João Gonçalves Filho e Tetsuo Okamoto, não chegando à final das provas.